# Fireman Save My Child (film fra 1918)
Fireman Save My Child er en amerikansk stumfilm fra 1918 af Alfred J. Goulding.

## Medvirkende
- Harold Lloyd som Harold
- Snub Pollard
- Bebe Daniels
- William Blaisdell
- Sammy Brooks